# جوناثان راسيل

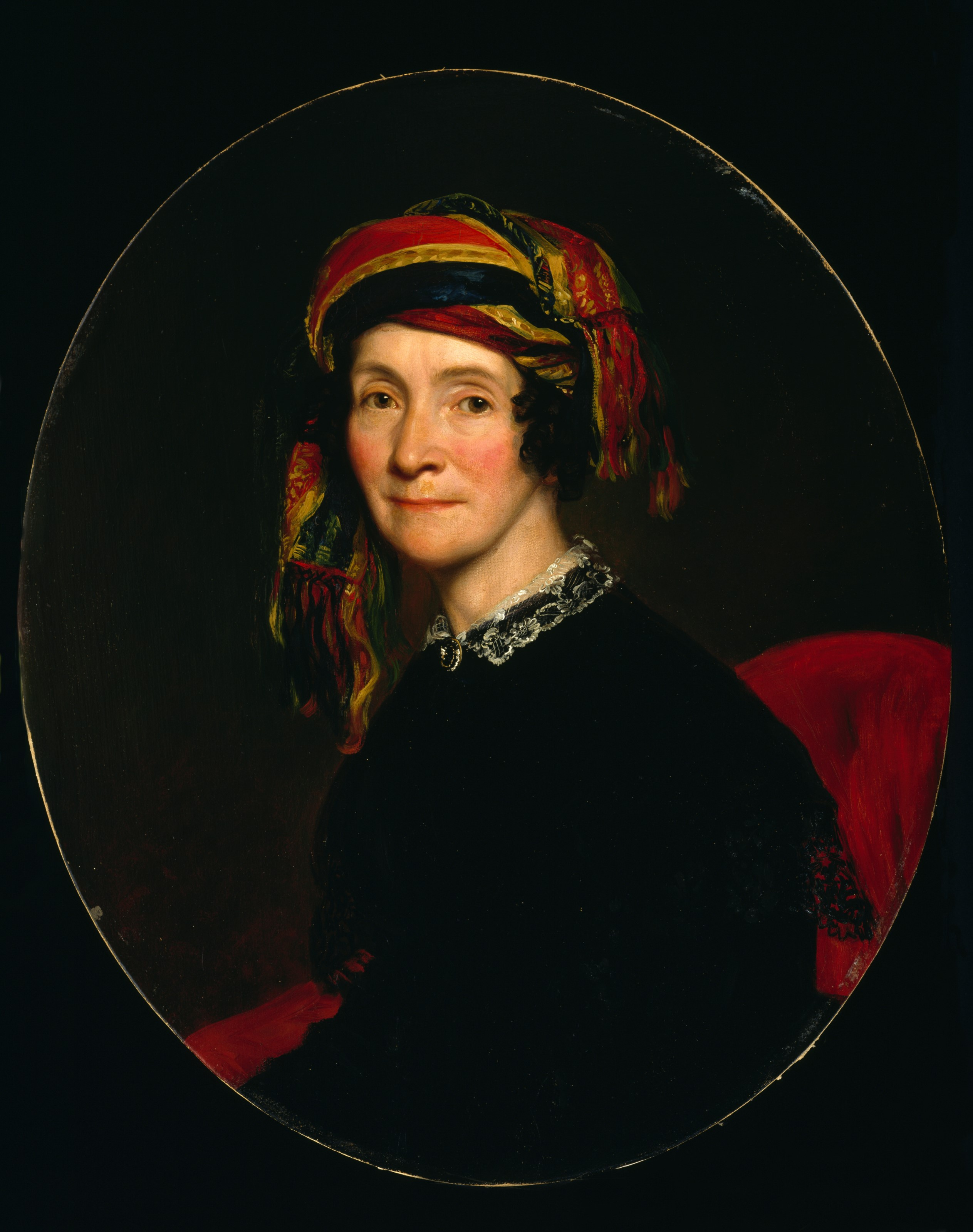
حوناثان راسيل

جوناثان راسيل (بالإنجليزية: Jonathan Russell) هو دبلوماسي وسياسي أمريكي، ولد في 27 فبراير 1771 في الولايات المتحدة، وتوفي في 17 فبراير 1832 في نفس البلد. حزبياً، نشط في الحزب الجمهوري الديمقراطي.

## مناصب
- انتخب سفير.
- انتخب قائمة سفراء الولايات المتحدة لدى فرنسا (14 سبتمبر 1810 – 17 نوفمبر 1811).
- انتخب سفير الولايات المتحدة لدى السويد [الإنجليزية]‏ (18 يناير 1814 – 16 أكتوبر 1818).
- انتخب عضو مجلس نواب ماساتشوستس.
- انتخب عضو مجلس النواب الأمريكي.

## روابط خارجية
- جوناثان راسيل على موقع الموسوعة البريطانية (الإنجليزية)